# アラン・ブディクスマ

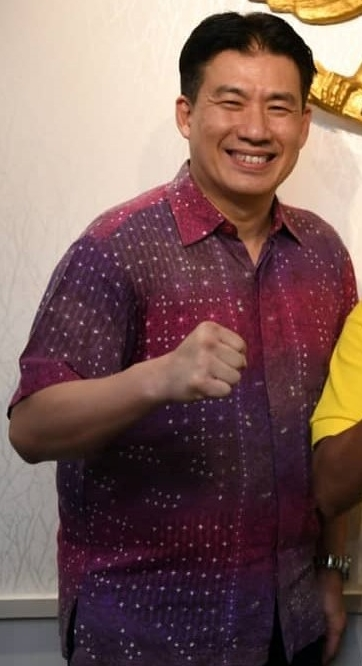
アラン・ブディクスマ

アラン・ブディクスマ（Alan　Budikusuma、中国名:魏仁芳、1968年3月29日 - ）は、インドネシア・スラバヤ出身の男子バドミントン選手である。
バドミントンが初めてオリンピックの正式競技になった1992年にバルセロナオリンピック男子シングルスで金メダルを獲得した。後にスシ・スサンティと結婚したが、スサンティはバルセロナオリンピックの女子シングルスで金メダルを獲得した選手である。